# Ecnomiohyla phantasmagoria
Ecnomiohyla phantasmagoria es una especie de anfibios de la familia Hylidae. Habita en Colombia y Ecuador.
Su hábitat natural incluye bosques tropicales o subtropicales secos y a baja altitud. Está amenazada de extinción por la destrucción de su hábitat natural.
Es una de las ranas más grandes de Hylidae.  Mide entre 9.5 y 11.0 cm de largo.  Los discos en sus dedos del pie son especialmentes grandes.  Su piel es oscuro en color, casi negro en lugares.